# Hemberhal, Raichur
Hemberhal là một làng thuộc tehsil Raichur, huyện Raichur, bang Karnataka, Ấn Độ.